# Remise Amstelveenseweg

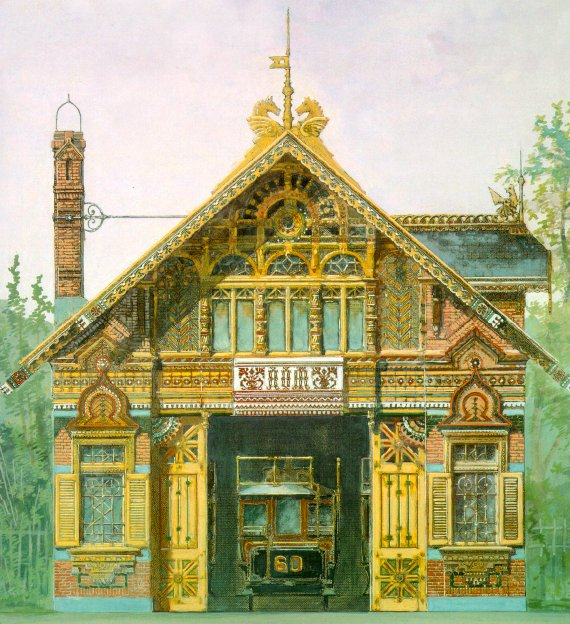
Tekening uit 1883 van de Paardentramremise.

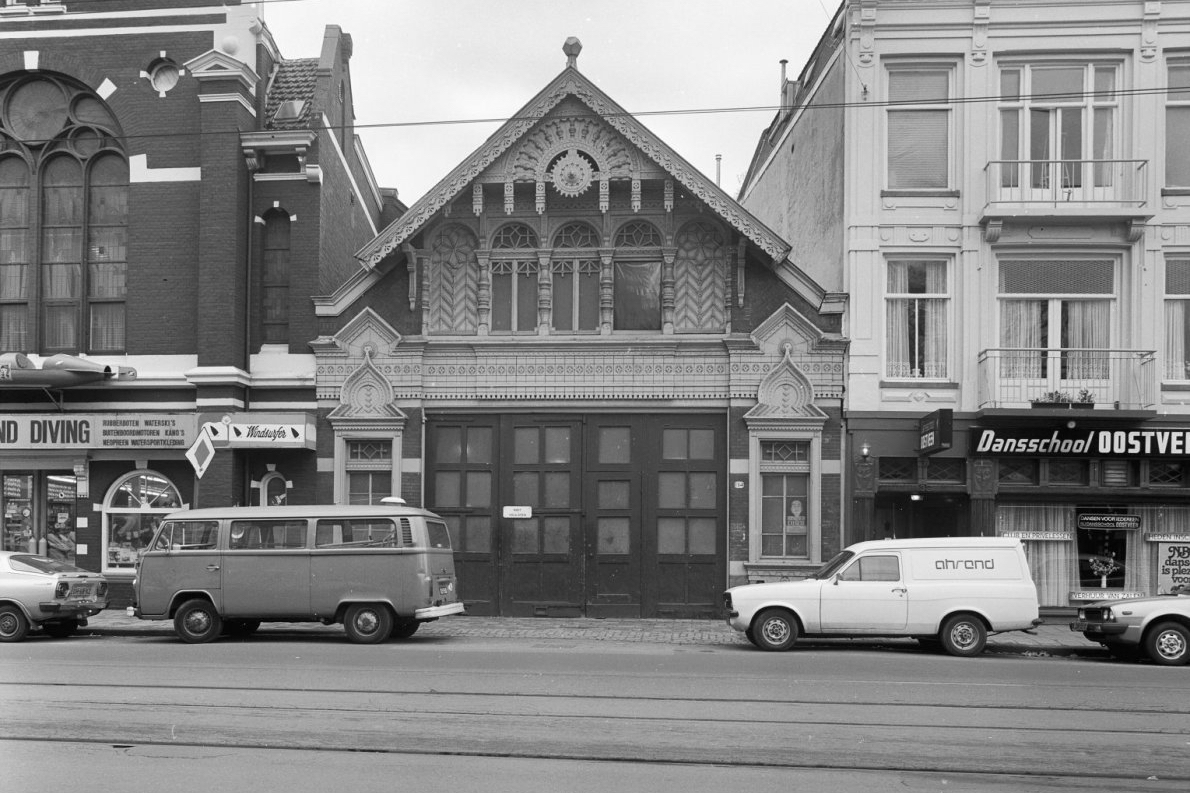
Het gebouw in 1981.

De remise Amstelveenseweg is een voormalige tramremise van de Amsterdamsche Omnibus Maatschappij aan de Amstelveenseweg 134.
Het complex werd gebouwd in 1884 naar een ontwerp van Abraham Salm. Destijds gebouwd in de gemeente Nieuwer-Amstel, buiten de grens van Amsterdam, bevindt het T-vormige complex zich bij een van de uitgangen van het Vondelpark.
Vlakbij was het eindpunt van de paardentramlijn Leidseplein – Amstelveenseweg. In 1904 werd deze paardentramlijn vervangen door de elektrische tramlijn 1 en verloor de remise toen zijn functie. Het gebouw werd verder als garage gebruikt.
Om de hoek, in de Eerste Schinkelstraat, was een stalling voor de paarden van de tram. Het gebouwencomplex bestaat nog steeds en is onderdeel van het Onafhankelijk Cultureel Centrum In It (OCCII). Het pand is in 2010 gerestaureerd waarbij onder andere de oorspronkelijke kleuren op de voorgevel zijn teruggekeerd.
Een ander bewaard gebleven deel van de remise is Schinkelhavenstraat 27. Hier is Teatro Munganga gevestigd.
Amsteldijk · Amstelveenseweg · Brouwersgracht · Droogbak · Havenstraat · Karperweg · Koninginneweg · Legmeerpolder · Lekstraat · Linnaeusstraat · Overtoom · Prins Hendrikkade · Oost · Roetersstraat · Stadhouderskade · Tollensstraat · Tweede Leeghwaterstraat · Veemarkt · Weesperzijde · Zeeburg